# Humbelina
Humbelina – imię żeńskie pochodzenia łacińskiego, od umbria - "cień". W Polsce imię to nosiła m.in. Humbelina Kurdwanowska z Potockich (XVIII wiek).
Humbelina imieniny obchodzi 12 lutego i 13 lutego.

Patronką imienia jest bł. Humbelina (mniszka, zm. 12 lutego 1135 r.).